# フリードリヒ1世 (プロイセン王)
フリードリヒ1世（ドイツ語: Friedrich I.、1657年7月11日 - 1713年2月25日）は、初代の「プロイセンの王」。はじめはプロイセン公（在位：1688年5月9日 - 1701年1月17日）、またブランデンブルク選帝侯フリードリヒ3世（在位：1688年5月9日 - 1713年2月25日）。
フランス王ルイ14世に憧れるような虚栄心の強い浪費家だった。父フリードリヒ・ヴィルヘルムや孫フリードリヒ2世に比し、凡庸な君主と評されるが、妃の影響もあって学芸を振興させ、プロイセンの国王となった。

## 生涯

### 生い立ち
フリードリヒ1世は1657年7月11日、プロイセン公国のケーニヒスベルクでフリードリヒ・ヴィルヘルム大選帝侯と妃ルイーゼ・ヘンリエッテ（オランダ総督、オラニエ公フレデリック・ヘンドリックの娘）との間に生まれた。オランダ総督兼イングランド王ウィリアム3世は母方の従兄に当たる。
フリードリヒはシュヴェリーン伯（後にヴェストファーレン伯）エーバーハルト・フォン・ダンケルマンに教育を受け、1674年12月7日に兄カール・エミールが早世した後は、選帝侯位の継承者となった。
1679年、ヘッセン＝カッセル方伯ヴィルヘルム6世の娘で従妹に当たるエリーザベト・ヘンリエッテと結婚し、翌1680年にルイーゼ・ドロテーアをもうけたが、エリーザベト・ヘンリエッテは3年後の1683年に亡くなった。
1684年にブラウンシュヴァイク＝リューネブルク公女ゾフィー・シャルロッテ（ハノーファー選帝侯エルンスト・アウグストの娘）と再婚し、1688年には後のフリードリヒ・ヴィルヘルム1世が生まれている。ゾフィー・シャルロッテはフランス語が巧みな知性あふれる女性で、彼女のサロンには一流の芸術家や学者が集ったためベルリンの知識階級は大いに活発になった。多情だったフリードリヒ1世とも夫婦仲は良く、彼の文教政策は彼女の影響を強く受けている。

### 選帝侯
1688年に父が死去し、フリードリヒは後を継いで選帝侯となる。この時はまだブランデンブルク選帝侯フリードリヒ3世と呼ばれていた。選帝侯となったフリードリヒ3世は恩師ダンケルマンと、愛妾カタリーナ・フォン・ヴァルテンベルクの夫ヨーハン・カジミール・コルベ・フォン・ヴァルテンベルクを大臣とした。同年にフランスが大同盟戦争を勃発させると他の帝国諸侯と協議してライン川から北のモーゼル川戦線の守備を担当した。
1692年、異母弟のブランデンブルク＝シュヴェート辺境伯フィリップ・ヴィルヘルムと協定を結び、フィリップ・ヴィルヘルムの年金保障と引き換えにハルバーシュタットの統治権を放棄させた。
1693年にハレ大学を創立し、後に建築総監となるアンドレアス・シュリューターを招いてベルリン武器庫の建設を始めさせた他、1696年に「絵画・彫刻・建築芸術アカデミー」（ドイツ語: Academie der Mahler-, Bildhauer- und Architectur-Kunst）を創設、1699年にはゾフィー・シャルロッテの住居となりサロンが置かれたリーツェンブルク宮殿（現在のシャルロッテンブルク宮殿）を造営、1700年にベルリン学術協会を創立して会長にゾフィー・シャルロッテと親交のあったゴットフリート・ライプニッツを迎えている。
文化関連に対するフリードリヒの発言は残っていないため彼個人の考えを窺い知ることはできず、妃ゾフィ―の影響・貢献が大きいと考えられている。

### 王国への昇格、国王としての戴冠

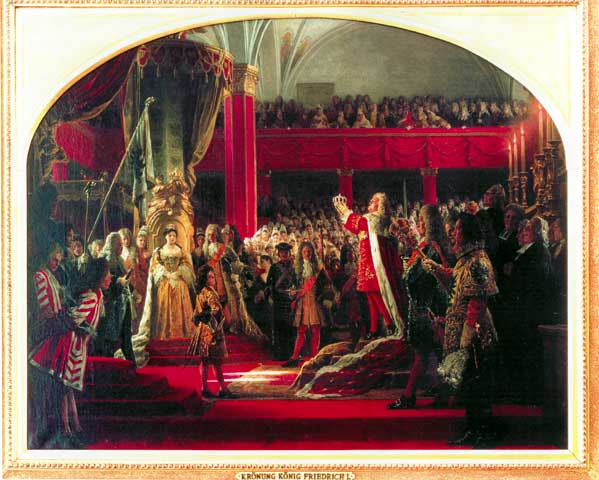
戴冠式（1887年、ヴェルナー画）

1700年11月16日、フリードリヒ3世はスペイン継承戦争でハプスブルク家に味方することを約束し、その代償として神聖ローマ皇帝レオポルト1世から王の称号を許された。こうしてフリードリヒ3世は1701年1月18日、厳寒のケーニヒスベルクで戴冠し、「プロイセンにおける王」（König in Preußen）フリードリヒ1世となった。この時以降ブランデンブルク選帝侯領をはじめとするホーエンツォレルン家の雑多な所領（ブランデンブルク＝プロイセン）は王の下に統一され、近代国家としてのまとまりを形成していくことになった。
しかしフリードリヒ1世は名君とは言い難く、寵臣に決断を左右されるタイプの優柔不断な君主だった。1701年にヴィトゲンシュタイン帝国伯アウグストが侍従長に任命され、1702年にヴァルテンスレーベン伯アレクサンダー・ヘルマンが元帥となる。この2人は大臣ヴァルテンベルクの追従者であり、1710年までこの3人の伯爵が国政を壟断したため、この三頭政治体制は「三悪W」と呼ばれた。
1702年、オラニエ公位を継承したヨハン・ウィレム・フリーゾの継承権に異議を唱えた。フリードリヒ1世は、母を通してオラニエ＝ナッサウ家の血を引いていたことから相続権を主張した。この問題はフリードリヒ1世の代では解決せず、決着は息子であるフリードリヒ・ヴィルヘルム1世の治世の1732年までかかることになる。
1704年、「絵画・彫刻・建築芸術アカデミー」を「王立プロイセン芸術・機械学術アカデミー」（ドイツ語: Königlich-Preußische Akademie der Künste und mechanischen Wissenschaften）に改組・改名。
1705年、王妃ゾフィー・シャルロッテは薨去した。1706年、宮廷建築家で芸術院長のアンドレアス・シュリューターを罷免し、後任にエオザンダー・フォン・ゲーテを就けた。
1708年、51歳のフリードリヒ1世は28歳年下のメクレンブルク＝グラーボウ公女ゾフィー・ルイーゼと再婚する。しかしこの結婚は幸福なものではなく、ゾフィー・ルイーゼはストレスなどで健康が優れず、すぐ実家に帰った。
1710年、フリードリヒ1世は「三悪W」の3人ヴァルテンベルク、ヴィトゲンシュタイン、ヴァルテンスレーベンを罷免した。
1713年2月25日、フリードリヒ1世はベルリンで崩御し、フリードリヒ・ヴィルヘルム1世が後を継いだ。

## 子女
最初の妃であるヘッセン＝カッセル方伯ヴィルヘルム6世の娘エリーザベト・ヘンリエッテとの間には、以下の一女をもうけた。
- ルイーゼ・ドロテア・ゾフィー（1680年 - 1705年、ヘッセン＝カッセル方伯世子（後に方伯兼スウェーデン王）フリードリヒ妃）

2人目の妃であるハノーファー選帝侯エルンスト・アウグストの娘ゾフィー・シャルロッテ（1668年 - 1705年）との間には以下の2男をもうけた。
- フリードリヒ・アウグスト（1685年 - 1686年）
- フリードリヒ・ヴィルヘルム（1688年 - 1740年、プロイセン王兼ブランデンブルク選帝侯）

3人目の妃であるメクレンブルク＝グラーボウ公フリードリヒ1世の娘ゾフィー・ルイーゼ（1685年 - 1735年）との間に子はいない。

## 系図
| フリードリヒ1世               |                 |                 |                 |                 |                 |  |  |                               |                               |                               |                               |                               |                               |  |  |                 |                 |                 |                 |                 |                 |  |  |  |  |  |  |  |  |  |  |  |  |  |  |
|                               |                 |                 |                 |                 |                 |  |  |                               |                               |                               |                               |                               |                               |  |  |                 |                 |                 |                 |                 |                 |  |  |  |  |  |  |  |  |  |  |  |  |  |  |
| フリードリヒ・ヴィルヘルム1世 |                 |                 |                 |                 |                 |  |  |                               |                               |                               |                               |                               |                               |  |  |                 |                 |                 |                 |                 |                 |  |  |  |  |  |  |  |  |  |  |  |  |  |  |
|                               |                 |                 |                 |                 |                 |  |  |                               |                               |                               |                               |                               |                               |  |  |                 |                 |                 |                 |                 |                 |  |  |  |  |  |  |  |  |  |  |  |  |  |  |
|                               |                 |                 |                 |                 |                 |  |  |                               |                               |                               |                               |                               |                               |  |  |                 |                 |                 |                 |                 |                 |  |  |  |  |  |  |  |  |  |  |  |  |  |  |
| フリードリヒ2世               | フリードリヒ2世 | フリードリヒ2世 | フリードリヒ2世 | フリードリヒ2世 | フリードリヒ2世 |  |  | アウグスト・ヴィルヘルム      | アウグスト・ヴィルヘルム      | アウグスト・ヴィルヘルム      | アウグスト・ヴィルヘルム      | アウグスト・ヴィルヘルム      | アウグスト・ヴィルヘルム      |  |  |                 |                 |                 |                 |                 |                 |  |  |  |  |  |  |  |  |  |  |  |  |  |  |
| フリードリヒ2世               | フリードリヒ2世 | フリードリヒ2世 | フリードリヒ2世 | フリードリヒ2世 | フリードリヒ2世 |  |  | アウグスト・ヴィルヘルム      | アウグスト・ヴィルヘルム      | アウグスト・ヴィルヘルム      | アウグスト・ヴィルヘルム      | アウグスト・ヴィルヘルム      | アウグスト・ヴィルヘルム      |  |  |                 |                 |                 |                 |                 |                 |  |  |  |  |  |  |  |  |  |  |  |  |  |  |
|                               |                 |                 |                 |                 |                 |  |  | フリードリヒ・ヴィルヘルム2世 |                               |                               |                               |                               |                               |  |  |                 |                 |                 |                 |                 |                 |  |  |  |  |  |  |  |  |  |  |  |  |  |  |
|                               |                 |                 |                 |                 |                 |  |  |                               |                               |                               |                               |                               |                               |  |  |                 |                 |                 |                 |                 |                 |  |  |  |  |  |  |  |  |  |  |  |  |  |  |
|                               |                 |                 |                 |                 |                 |  |  | フリードリヒ・ヴィルヘルム3世 |                               |                               |                               |                               |                               |  |  |                 |                 |                 |                 |                 |                 |  |  |  |  |  |  |  |  |  |  |  |  |  |  |
|                               |                 |                 |                 |                 |                 |  |  |                               |                               |                               |                               |                               |                               |  |  |                 |                 |                 |                 |                 |                 |  |  |  |  |  |  |  |  |  |  |  |  |  |  |
|                               |                 |                 |                 |                 |                 |  |  |                               |                               |                               |                               |                               |                               |  |  |                 |                 |                 |                 |                 |                 |  |  |  |  |  |  |  |  |  |  |  |  |  |  |
|                               |                 |                 |                 |                 |                 |  |  | フリードリヒ・ヴィルヘルム4世 | フリードリヒ・ヴィルヘルム4世 | フリードリヒ・ヴィルヘルム4世 | フリードリヒ・ヴィルヘルム4世 | フリードリヒ・ヴィルヘルム4世 | フリードリヒ・ヴィルヘルム4世 |  |  | ヴィルヘルム1世 | ヴィルヘルム1世 | ヴィルヘルム1世 | ヴィルヘルム1世 | ヴィルヘルム1世 | ヴィルヘルム1世 |  |  |  |  |  |  |  |  |  |  |  |  |  |  |
|                               |                 |                 |                 |                 |                 |  |  | フリードリヒ・ヴィルヘルム4世 | フリードリヒ・ヴィルヘルム4世 | フリードリヒ・ヴィルヘルム4世 | フリードリヒ・ヴィルヘルム4世 | フリードリヒ・ヴィルヘルム4世 | フリードリヒ・ヴィルヘルム4世 |  |  | ヴィルヘルム1世 | ヴィルヘルム1世 | ヴィルヘルム1世 | ヴィルヘルム1世 | ヴィルヘルム1世 | ヴィルヘルム1世 |  |  |  |  |  |  |  |  |  |  |  |  |  |  |
|                               |                 |                 |                 |                 |                 |  |  |                               |                               |                               |                               |                               |                               |  |  | フリードリヒ3世 |                 |                 |                 |                 |                 |  |  |  |  |  |  |  |  |  |  |  |  |  |  |
|                               |                 |                 |                 |                 |                 |  |  |                               |                               |                               |                               |                               |                               |  |  |                 |                 |                 |                 |                 |                 |  |  |  |  |  |  |  |  |  |  |  |  |  |  |
|                               |                 |                 |                 |                 |                 |  |  |                               |                               |                               |                               |                               |                               |  |  | ヴィルヘルム2世 |                 |                 |                 |                 |                 |  |  |  |  |  |  |  |  |  |  |  |  |  |  |

1. 1701年 - 1772年：プロイセンの王（König in Preußen）
2. 1772年 - 1918年：プロイセン国王（König von Preußen）
3. 1871年 - 1918年：2.に兼ねてドイツ皇帝（Deutscher Kaiser）